# 2006年字母先生小姐事件
2006年字母先生小姐事件是2006年在香港發生的一宗勒索事件，男藝人B先生不慎在計程車遺下存有其藝人女友A小姐半裸更衣片段的手機，手機其後被郭金勝拾獲，因而以片段勒索A小姐，警方派出卧底替A小姐約他贖回片段，並當場將之拘捕。2006年9月5日，香港區域法院裁定郭金勝盜竊及勒索罪名成立，判處監禁28個月。至2007年6月28日，互聯網突然流傳疑似此案件相關的更衣片段，但未有人能證實其真確性。
此為繼1991年的字母小姐案後，另一宗法庭下令不得公開當事人身份，需要以「A小姐」及「B先生」替代，而當事人亦同是娛樂圈中人的案件。

## 案情角色
- A小姐（24歲）：女事主，香港電視圈女藝人。[1]
- B先生（22歲）：香港電視圈男藝人。[1]
- 郭金勝（41歲）：案中犯人，有黑社會「和勝和」背景，1986年至1992年期間曾犯4次罪，包括藏毒、襲警和違反感化令，1992年更因爆竊而被判入獄18個月。[4]
- 女高級督察：由警方派出替A小姐取回片段並拘捕涉案犯人的卧底，化名「Amy」。[1]

A小姐和B先生於2005年5月開始相戀。

## 事發經過
2006年5月13日，A小姐到訪男友B先生的寓所，期間在B先生面前更衣，被B先生以其摩托羅拉V3i型號手機攝下裸露上半身的更衣片段，她其後要求停止拍攝，歷時約10秒，片段一直貯存在手機內。
5月17日，B先生在乘計程車時不慎將手機遺下，他立即告知A小姐並向警署報失及終止電話服務。惟手機被另一名乘客郭金勝拾獲，他發現手機內有藝人A小姐的更衣片段，於是他將片段下載供日後觀賞，亦有播放給多名友人。他更希望能從中獲利，因此他打算用片段進行勒索。
至6月2日，A小姐收到一段以「林先生」自稱的郭金勝發來的短訊，訊息中留有「林先生」的電話號碼，並表示：「想取回更衣片段，致電林先生。」，她大驚報警。警方遂派出一名女高級督察訛稱是A小姐的助手「Amy」來致電「林先生」，但卻被要求數萬元小費作歸還手機的條件。2天後，「Amy」再聯絡「林先生」，提出以20,000元贖回片段，但「林先生」要求50,000元，更指：「我把片段賣給傳媒能賺更多錢」，她最後同意金額。5日晚上，雙方相約到日航酒店咖啡店見面，「林先生」向「Amy」展示片段，她則交出50,000元有標記的現金，並拿回手機。當「林先生」欲離開時，遭在場埋伏的警員拘捕。

## 審結

### 審訊
2006年9月5日，案件在香港區域法院審理。被告郭金勝承認於2006年5月17日偷竊B先生1部手機，以及於6月2日至5日以恫嚇方式要求A小姐給予50,000元。法官游德康下令不得披露涉案男女藝人的身份，只能稱呼女藝人是A小姐，其藝人男友是B先生。（案件編號：DCCC 674/2006）
辯方律師於求情時指，郭金勝充分與警方合作，於第一時間承認控罪，以免身為公眾人士的A小姐出庭作供，而遺失的手機亦已歸還B先生。

### 判決
法官游德康判刑時指出，手機技術日新月異，拍攝及資料存放之功能愈來愈多，為市民廣泛使用，故在公眾場所遺失及被竊手機情況普遍；被告郭金勝除了貪心而拾遺不報外，更利用手機裏的資料勒索作為藝人的A小姐及向朋友傳閱，令人感到震驚及憂慮片段會否進一步外洩，因此法庭必須判處阻嚇性刑罰。
郭金勝被控1項盜竊及1項勒索罪名，勒索罪的量刑起點定為入獄42個月，基於他認罪而刑期減至28個月，而屬於他的2部涉案手機則被充公，另發還B先生的手機。

## 大眾反應
負責調查此案的油尖旺重案組高級督察梁柏榮呼籲市民切勿把敏感片段存放於手機內，乘坐交通工具要慎重保管財物，遭到勒索時必須挺身而出舉報。
事件被傳媒報道後，迅速掀起香港市民的八卦心。不少網民在互聯網討論區猜測「誰是A小姐？誰是B先生？」，亦有網民將矛头指向香港娛樂圈或電視台中各名20餘歲的緋聞男女藝人，而藝人們亦紛紛對事件劃清界線。香港城市大學專業進修學院首席講師宋立功及香港理工大學應用社會科學系副教授何國良直指香港人的八卦心態在此事件裡表露無遺，他認為時下的娛樂雜誌不斷以偷拍、跟蹤的手法報道藝人私隱，導致市民更為八卦，亦會間接助長犯罪及侵犯私隱的風氣。
事件被改編成2008年亞洲電視節目《今日法庭》的「迷糊情慾手機」單元。

### 懷疑片段流出
2007年6月28日起，互聯網流傳一段為時7秒的短片，短片中一名貌似無綫電視旗下某位年青女藝人的少女裸露上半身坐在床上，向負責拍攝的男子說：「喂啊！唔好影啦，仲想點？」部分網民認為此短片可能為涉事片段，惟沒有任何藝人對流傳短片作回應，故無法證實真確性。

## 外部連結
- YoYo「呀」之謎 當年拍片條仔原來係佢？！ （页面存档备份，存于） （粵語）